# Fontanka
Die Fontanka (russisch Фонтанка) ist ein Fluss in Russland und der linke Arm der Newa in Sankt Petersburg. Entlang ihrer Uferlinie stehen sehr viele Anwesen des ehemaligen russischen Adels. Der Fluss wird von mehreren sehenswerten Brücken überquert.
Die Fontanka ist einer von 93 Flüssen und Kanälen in Sankt Petersburg und wurde einst das „Namenlose Flüsschen“ (Безымянный ерик) genannt. Im Russischen ist ерик (jerik) eine veraltete Bezeichnung für bestimmte Flüsschen oder Verbindungsflüsse.
Der neuere Name des Flusses leitet sich davon ab, dass aus ihm das Wasser für die Fontänen in den Gärten der am Fluss gelegenen Adelsvillen entnommen wurde.

## Weblinks

Petersburger Verkehr: Täglicher Stau an der Fontanka.